# Woodville (Alabama)
Woodville es un pueblo ubicado en el condado de Jackson en el estado estadounidense de Alabama. En el censo de 2000, su población era de 761

## Demografía
En el 2000 la renta per cápita promedia del hogar era de $35,000, y el ingreso promedio para una familia era de $37,426. El ingreso per cápita para la localidad era de $15,796. Los hombres tenían un ingreso per cápita de $27,946 contra $17,292 para las mujeres.

## Geografía
Woodville está situado en 34°37′36″N 86°16′29″O / 34.62667, -86.27472 (34.626775, -86.274832)
Según la Oficina del Censo de los EE. UU., la ciudad tiene un área total de 6.69 millas cuadradas (17.33 km²).